# إدي بيركنز
إدي بيركنز (بالإنجليزية: Eddie Perkins)‏ (3 مارس 1937 بكلاركسديل في الولايات المتحدة - 10 مايو 2012 بشيكاغو في الولايات المتحدة) هو ملاكم أمريكي، صنّف ضمن فئة وزن خفيف الوسط ‏.

## إحصائيات
خاض خلال مسيرته 97 نزالا، فاز في 74 وتعادل في 3 وخسر في 20. فاز بالضربة القاضية في 21 نزالا.

## روابط خارجية
- إدي بيركنز على موقع بوكس ريك (الإنجليزية) (registration required)